# 京城遷都論
京城遷都論（けいじょうせんとろん）とは、1934年に興亜堂書店から出版された書籍の名称。著者は豊川善曄。これは当時の豊川善曄によるアジア主義思想の具体像が述べられた書籍である。これには当時の日本が置かれていた国際情勢の観点から、日本の首都を京城(現・大韓民国ソウル特別市)に遷都をするということを主張するというものであった。さらには京城に遷都をすることで、興亜の大精神を建設し諸民族を同化させ、これを以て極東の防衛を全うし興亜の諸工作を促進し太平洋を制覇するということが主張されていた。内鮮融和も主張されていた。大亜細亜主義が永遠の方針であるが、隣国が成長するまでは大日本主義となり独力で事に当たる覚悟がなければならないとのことであった。
実際に政府内において、災害の少なさなどから関東大震災や太平洋戦争においての遷都の候補地として京城ないしその近郊があがったことがある